# Kenji Kageyama
Kenji Kageyama (景山 健司 Kageyama Kenji?, nacido el 2 de abril de 1980 en Nagano) es un exfutbolista japonés. Jugaba de centrocampista y su único club fue el Kataller Toyama de Japón.

## Trayectoria

### Clubes
| Club            | País  | Año         |
| --------------- | ----- | ----------- |
| Kataller Toyama | Japón | 2003 - 2009 |